# بيل ماكغفرن
بيل ماكغفرن (بالإنجليزية: Bill McGovern)‏ هو سائق سيارة سباق بريطاني، ولد في 2 يناير 1937 في سلايغو في جمهورية أيرلندا.

## وصلات خارجية
- بيل ماكغفرن على موقع DriverDB.com (الإنجليزية)